# Borzformák
A borzformák (Melinae) a menyétfélék családjának egy alcsaládja. Kettő nem és négy ma élő faj tartozik az alcsaládba.

## Rendszerezés
Az alcsalád az alábbi nemeket és fajokat foglalja magában.
- Arctonyx (Cuvier, 1825) – 3 faj
  - örvös sertésborz (Arctonyx collaris)
  - északi sertésborz (Arctonyx albogularis)
  - szumátrai sertésborz (Arctonyx hoevenii)

- Meles (Boddaert, 1785) – 4 faj
  - borz (Meles meles)
  - kaukázusi borz (Meles canescens)
  - kínai borz (Meles leucura)
  - japán borz (Meles anakuma)

Korábban idesorolták a Melogale nembe tartozó borznyesteket is, de újabban ezeknek külön alcsaládot különítettek el, borznyestformák (Helictidinae) néven.

## További információk

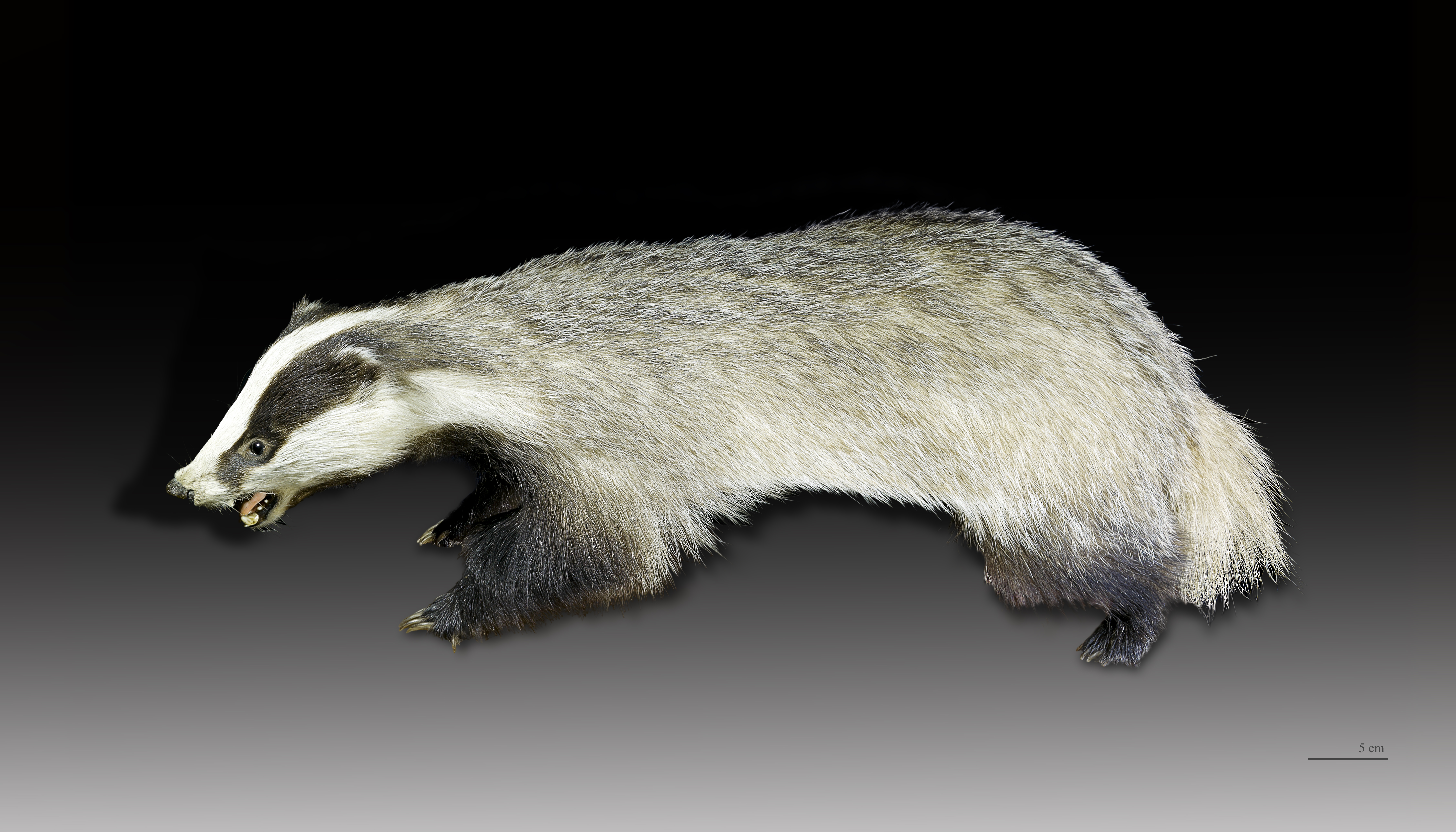
Borz (Meles meles)